# Astronesthes similus
Astronesthes similus es una especie de pez de la familia Stomiidae en el orden de los Stomiiformes.

## Morfología
• Los machos pueden llegar alcanzar los 15 cm de longitud total.

## Hábitat
Es un pez de mar y de aguas profundas que vive hasta 850 m de profundidad.

## Distribución geográfica
Se encuentra al este del Golfo de México y el Mar Caribe, incluyendo las Antillas.